# Miniadi
Le Miniadi (in greco antico: Μινυάδες?), sono tre personaggi della mitologia greca.

## Mitologia
Le tre sorelle Leucippe, Arsippe e Alcitoe (o Alcatoe), figlie di Minia, re di Orcomeno e di Eurinassa si rifiutarono di riconoscere Dioniso come figlio di Zeus e di partecipare ai suoi riti, preferendo, al contrario delle donne d'Orcomeno (o in un'altra versione di Tebe), restarsene a casa a lavorare al telaio e a raccontarsi favole antiche.
Alla fine del giorno, uditi per la casa suoni di flauti, tamburelli, e bronzi, i telai si trasformarono in tralci di vite e piante d'edera. La casa, dove risuonano ruggiti di belve immaginarie, è invasa da fiamme altrettanto illusorie. Spaventate, le tre sorelle impazziscono e uccidono il figlio di Leucippe, Ippaso, per poi unirsi alle donne intente ai riti bacchici.
 
Nella versione di Ovidio vengono trasformate in pipistrelli.
Altra versione narra che Dioniso, sotto le spoglie di un giovane, decise lui stesso di recarsi a casa delle sorelle e di rimproverarle per il loro comportamento. Deriso, il dio si trasformò in toro, in pantera e in leone. Le tre sorelle, sedute su sgabelli dal quale colavano latte e miele, sono prese dal delirio che le portarono ad uccidere Ippaso.